# Montroig

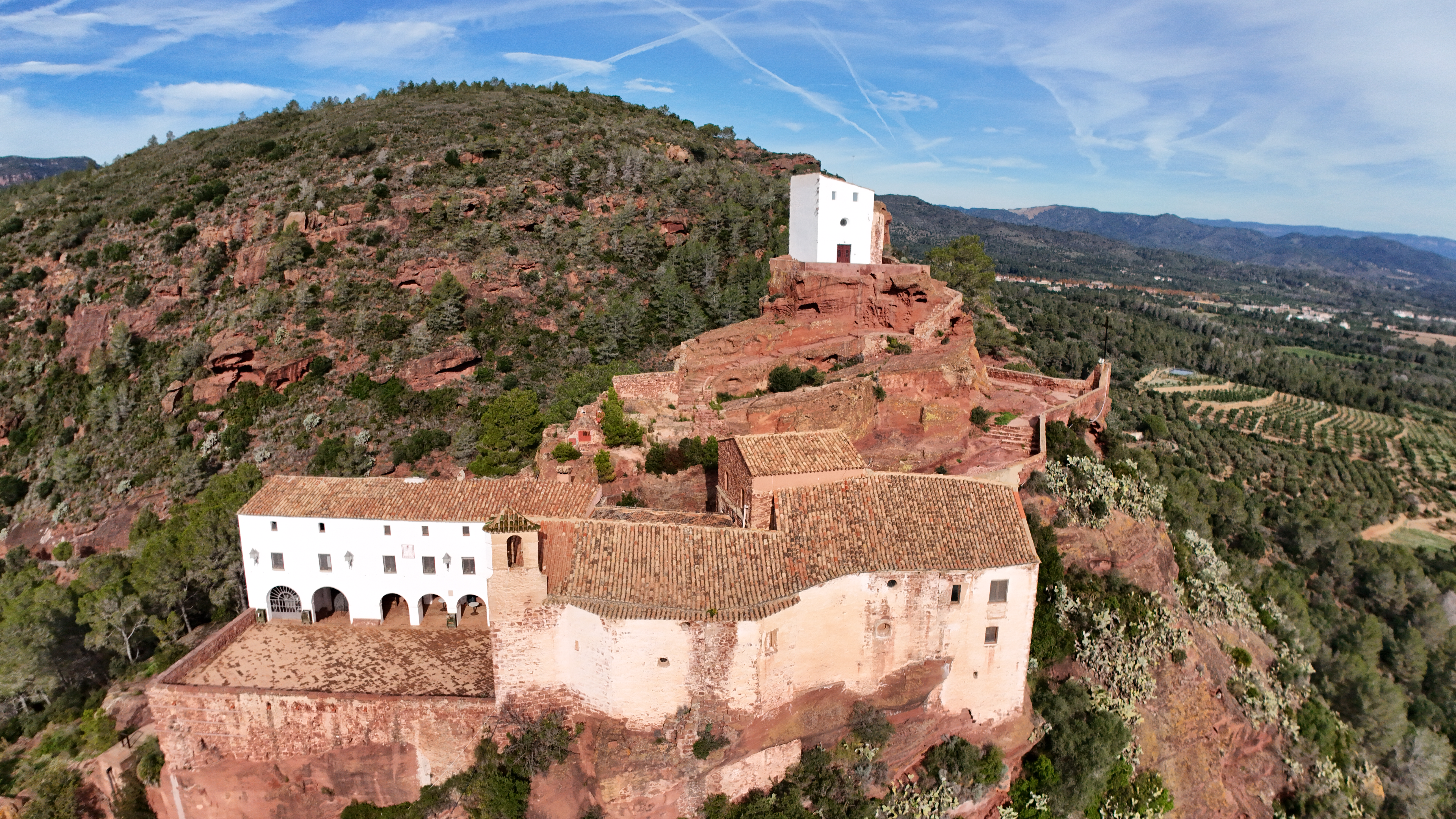
Santuari de la Mare de Déu de la Roca

Montroig (oficialmente en catalán Mont-roig del Camp) es un municipio y localidad española de la provincia de Tarragona, en Cataluña. Se sitúa en el sector central de la comarca del Bajo Campo, entre la sierra de Colldejou y el Mediterráneo, y cuenta con una población de 14 114 habitantes (INE 2024).

## Geografía
Integrado en la comarca de Bajo Campo, se sitúa a 31 km de Tarragona. El término municipal está atravesado por la Autopista del Mediterráneo (AP-7) y por la carretera nacional N-340, entre los pK 1131 y 1140, además de por carreteras locales que conectan con los municipios vecinos de Vandellós y Hospitalet del Infante, Montbrió de Tarragona y Vilanova de Escornalbou. 
El relieve del municipio está definido por la llanura prelitoral situada al este de la Cordillera Prelitoral Catalana, que ocupa la zona más occidental y está definida por la Muntanya Blanca y la Serra de la Pedrera. Numerosas rieras y barrancos descienden de la zona montañosa hasta el mar. El litoral del municipio se extiende desde la riera de Riudecanyes hasta el riu de Llastres (Miami Platja). La altitud oscila entre los 490 m en la Muntanya Blanca y el nivel del mar. El pueblo se alza a 111 m sobre el nivel del mar.
| Noroeste: Vilanova de Escornalbou            | Norte: Riudecañas     | Noreste: Montbrió de Tarragona |
| Oeste: Pratdip                               |                       | Este: Cambrils                 |
| Suroeste: Vandellós y Hospitalet del Infante | Sur: Mar Mediterráneo | Sureste: Mar Mediterráneo      |

## Historia

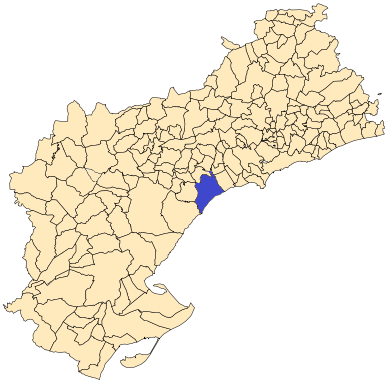
Situación de Montroig en la provincia de Tarragona

Aparece citado por primera vez el 23 de enero de 1118. El documento en cuestión es la carta de donación otorgada por Ramón Berenguer III al obispo Oleguer en la que aparecen citados los límites de una zona denominada Montem Rubeum. En la carta de donación de Escornalbou a Joan de Sant Boi de 1158 aparece citado ya como villa, con una referencia explícita a su castillo. Le fue concedida carta de población el 13 de agosto de 1180.
En 1181, el rey Alfonso II de Aragón entregó al obispo los derechos sobre el castillo; derechos que en 1185 pasaron a la iglesia de Santa Tecla de Tarragona. El rey se reservó la mitad de las rentas que más adelante traspasó a su esposa Sancha de Castilla. Se originó así un enfrentamiento entre la reina y el arzobispo Ramón de Castelltersol que reclamaba sus derechos sobre la rentas. El conflicto finalizó en 1198 con un acuerdo que reconocía los derechos de la reina sobre Montroig y los del arzobispado sobre Albiol y la Riba. Todos los derechos quedaron en manos de la iglesia a la muerte de Sancha.
En 1282, algunos de los habitantes de Montroig participaron en un asalto al castillo de Tarragona debido a una disputa sobre los tributos que se pagaban. El rey Pedro el Grande, como represalia, ordenó a su veguer que se incautara de todos los bienes posibles de los hombres del pueblo. En 1324 el pueblo acudió a defender Cambrils atacado por las tropas castellanas. 
El 8 de junio de 1808 el pueblo de Montroig se sublevó, exigiendo la formación de un somatén. El día 13 se organizó una junta local. Durante todo ese año se sucedieron los enfrentamientos entre los miqueletes y las tropas napoleónicas. En 1811 el pueblo sufrió un asedio de doce horas por parte de tropas comandadas por el general Suchet. Varios habitantes fueron fusilados y la ermita del pueblo incendiada.
El padre del pintor Joan Miró poseía una masía en Montroig. El pintor pasó largas temporadas en este municipio desde 1911.

## Demografía

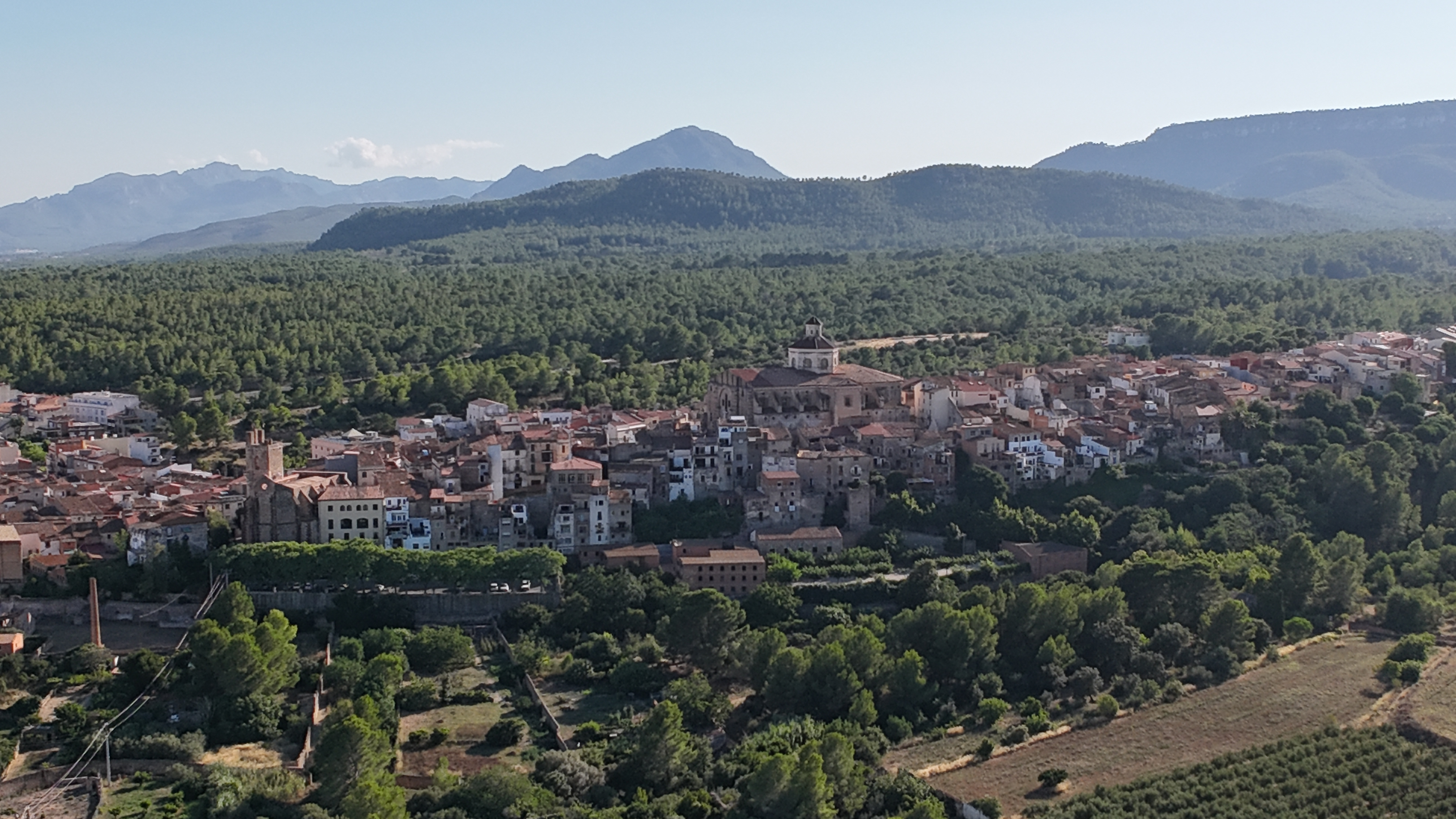
Vista aérea de Montroig del Camp

Cuenta con una población de 14 114 habitantes (INE 2024).
| Gráfica de evolución demográfica de Montroig entre 1842 y 2021 |
| |
| Población de derecho según los censos de población del INE Población de hecho según los censos de población del INEEn estos censos se denominaba Montroig: 1842, 1857, 1860, 1877, 1887, 1897, 1900, 1910, 1920, 1930, 1940, 1950, 1960, 1970 y 1981 |

## Economía
En el municipio se observan dos grandes núcleos urbanos, Montroig y Miami Playa, especializados en actividades económicas claramente diferenciadas:
En la parte del interior del municipio la actividad principal es la agricultura, destacando fundamentalmente los cultivos de olivos, almendros, algarrobos y también verduras y hortalizas. Cabe destacar el aceite de oliva D.O.P. Siurana de Montroig, que es uno de los productos principales de la economía municipal.
En la zona costera, en Miami Playa, sus características naturales han potenciado el desarrollo de una actividad turística muy importante, que se ha ido incrementando en los últimos años hasta constituirse como fuente principal de ingresos.

## Símbolos
El escudo de Montroig se define por el siguiente blasón:

Escudo embaldosado: de oro, un monte floronado de gules. Por timbre una corona mural de villa.

Fue aprobado el 24 de julio de 2000 y publicado en el DOGC el 20 de agosto del mismo año con el número de DOGC 3201.
La bandera de Montroig se define con el siguiente refrán:

Bandera apaisada, de proporciones dos de alto por tres de largo, amarilla, con el monte flordeliseado rojo, de altura 5/6 de la del paño y anchura 1/3 de la largura del mismo paño, centrado sobre la divisoria del primer y segundo tercios verticales.

Fue aprobado el 19 de marzo de 2002 y publicado en el DOGC el 4 de abril del mismo año con el número de DOGC 3608.

## Administración y política
Resultados elecciones municipales 2011.
| Partido                                       | Votos | Concejales |
| --------------------------------------------- | ----- | ---------- |
| PSC Units Per Miami (UpM)                     | 1273  | 6          |
| Acord Municipal (ERC-ADMC-Independents Miami) | 825   | 3          |
| Covergència i Unió                            | 599   | 2          |
| FIC                                           | 575   | 2          |
| Partido Popular                               | 565   | 2          |
| Verds per Més (Vx+)                           | 414   | 2          |

Censo 7562
Participación total 4.399 votos (un 58.17%)
El gobierno municipal quedó formalizado por los partidos AME AM, CiU, FIC, PP i VX+.
El partido CiU causó baja del gobierno municipal en el pleno celebrado el 12 de marzo de 2014. 

## Patrimonio
No quedan restos del antiguo castillo de Montroig. Fue derribado para construir la nueva iglesia y desapareció por completo en 1803.
Montroig dispone de dos iglesias. El templo antiguo, actualmente cerrado al culto, se construyó sobre un antiguo edificio de 1574. Sus obras se iniciaron en 1610 aunque no quedaron finalizadas hasta 1634 cuando se terminó la construcción del altar mayor. Es de estilo renacentista y tiene un órgano construido en 1743. Tiene adosada una torre a la que en 1614 se le añadió un reloj de sol. Alberga el Centro Miró dedicado a actividades culturales.

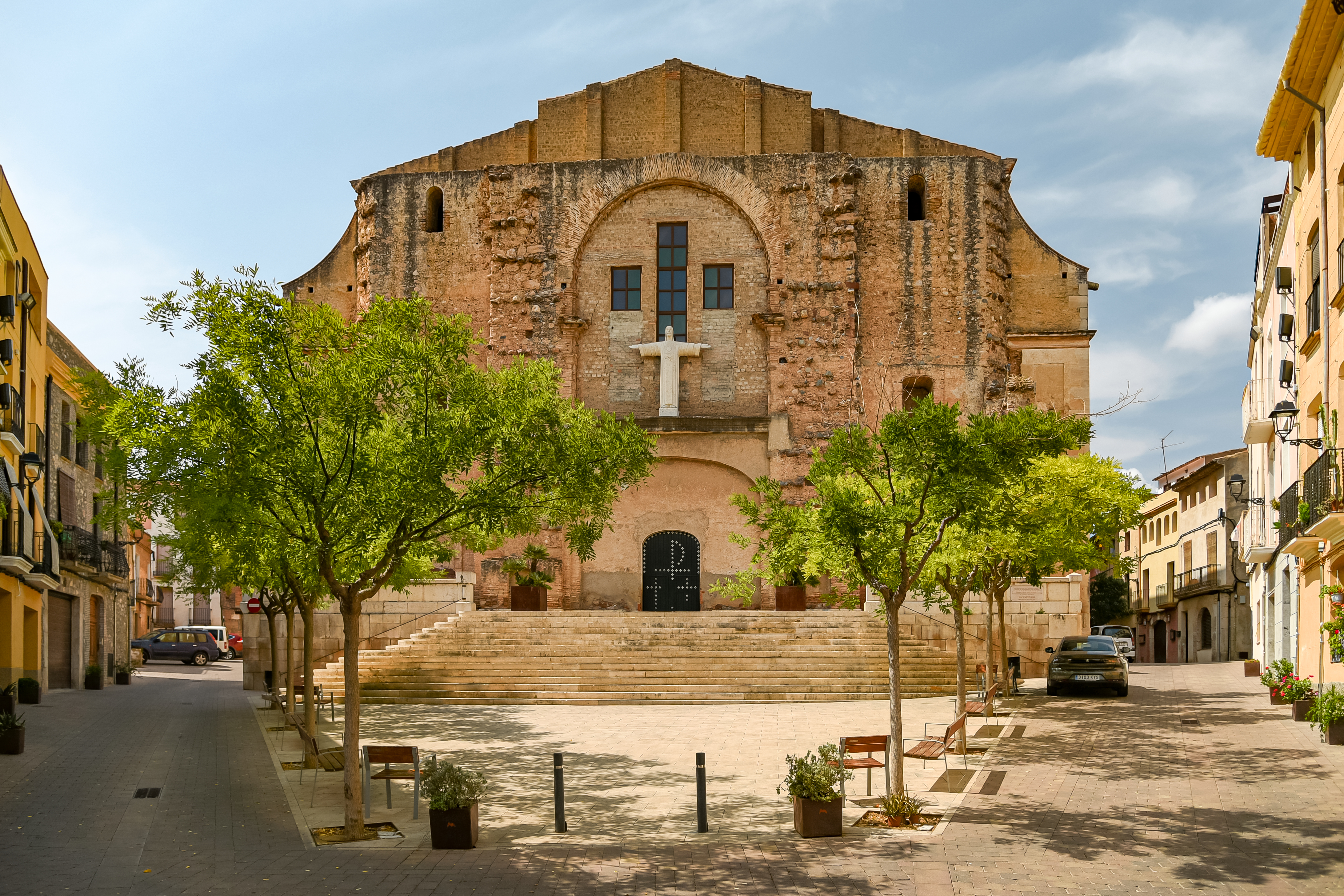
Iglesia de San Miguel

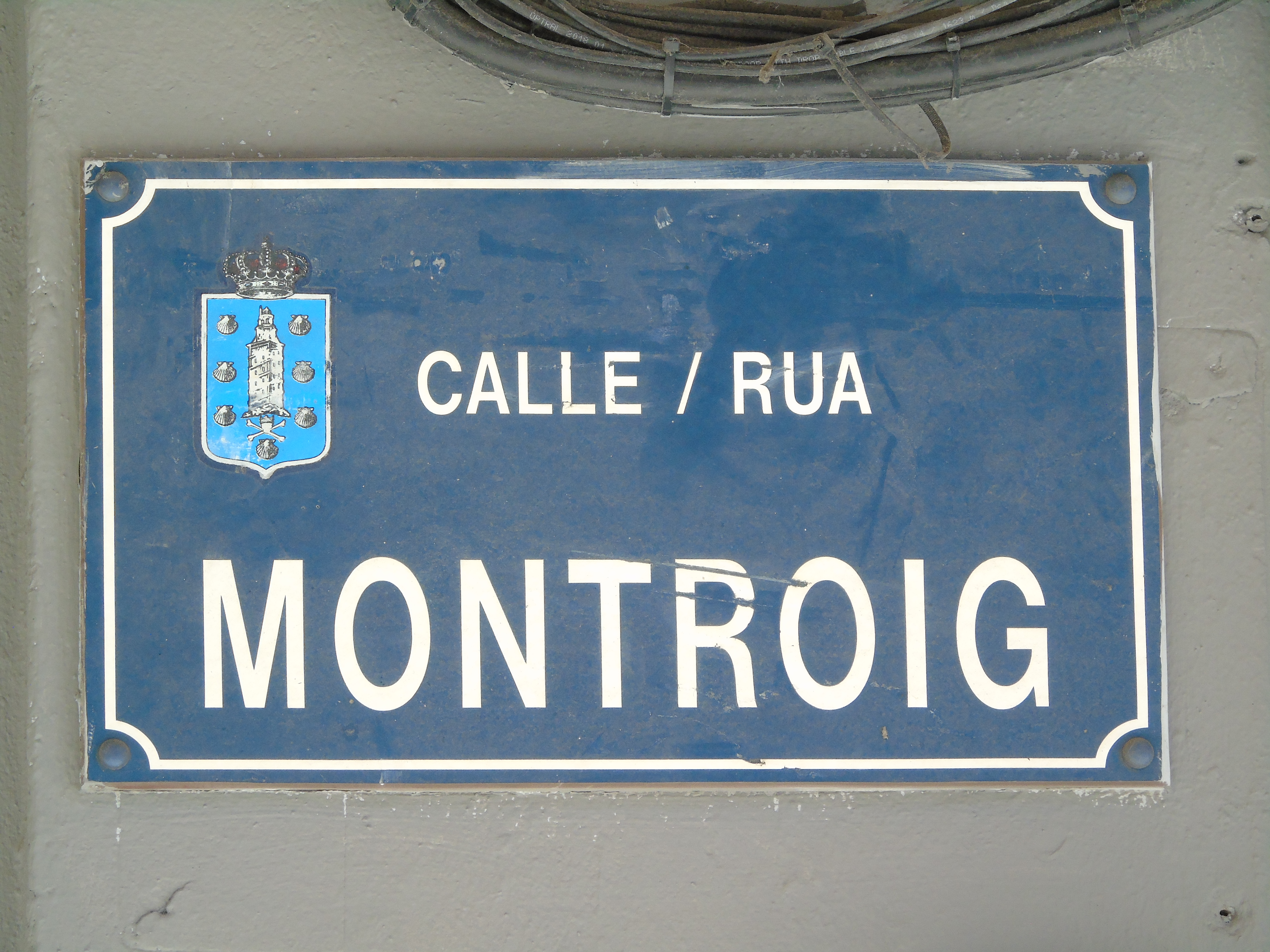
Calle Montroig en La Coruña (Galicia).

La actual iglesia parroquial está dedicada a san Miguel. Las obras de construcción empezaron en 1799 con el derribo de cerca de treinta casas. En 1801 se colocó la primera piedra del templo cuya construcción finalizó en 1939 ya que durante diversos periodos la obra se mantuvo paralizada. La iglesia aparece representada en uno de los cuadros de Joan Miró, el titulado Mont-roig 1919.
Dentro el término municipal y sobre la cima de un monte se encuentra el santuario de la Mare de Déu de la Roca, citado ya en documentos de 1230. Fue destruido durante la Guerra de la Independencia y reconstruido de nuevo poco tiempo después. Desde 1439 hasta 1835 estuvo bajo la protección de los monjes del monasterio de San Miguel de Escornalbou. Un poco más arriba se sitúa una capilla dedicada a san Ramón. Está pintada de color blanco para que sirviera de guía a los barcos. Construida en 1826, fue restaurada en 1902. Aparece también en uno de los cuadros de Miró.
En el camino que lleva a Falset se encuentra otro santuario, el dedicado a la virgen del Peiró. La construcción de este santuario es obra de un campesino, Josep Nuet, quien lo construyó en 1757 para dar servicio a aquellos que no podían llegar hasta la cima de la montaña. Es de pequeñas dimensiones y fue restaurado por completo a principios del siglo XX.
- Ermita de la Virgen de la Roca
- Iglesia Vieja
- Ermita del Peiró
- Iglesia Nueva de San Miquel
- Barracas de Piedra Seca
- Museo del Aceite Solé